# Critérium du Dauphiné 2014
65. edycja kolarskiego wyścigu Critérium du Dauphiné odbywa się w dniach 8 do 15 czerwca 2014 roku. Trasa tego francuskiego, wieloetapowego wyścigu liczy osiem etapów, o łącznym dystansie 1176 km. Wyścig zaliczany jest do rankingu światowego UCI World Tour 2014.

## Uczestnicy
Na starcie wyścigu stanęło 21 ekip. Wśród nich znalazło się osiemnaście ekip UCI World Tour 2014 oraz trzy inne zaproszone przez organizatorów.
Lista drużyn uczestniczących w wyścigu:
| Numery  | Kod | Drużyna           |
| ------- | --- | ----------------- |
| 1-8     | SKY | Team Sky          |
| 11-18   | AST | Astana Pro Team   |
| 21-28   | TTS | Team Tinkoff-Saxo |
| 31-38   | COF | Cofidis           |
| 41-48   | OGE | Orica GreenEdge   |
| 51-58   | MOV | Movistar Team     |
| 61-68   | ALM | Ag2r-La Mondiale  |
| 71-78   | EUC | Team Europcar     |
| 81-88   | LTB | Lotto-Belisol     |
| 91-98   | IAM | IAM Cycling       |
| 101-108 | CAN | Cannondale        |

| Numery  | Kod | Drużyna                 |
| ------- | --- | ----------------------- |
| 111-118 | TRE | Trek Factory Racing     |
| 121-128 | BMC | BMC Racing Team         |
| 131-138 | KAT | Team Katusha            |
| 141-148 | OPQ | Omega Pharma-Quick Step |
| 151-158 | FDJ | FDJ.fr                  |
| 161-168 | GRS | Garmin-Sharp            |
| 171-178 | GIA | Giant-Shimano           |
| 181-188 | LAM | Lampre-Merida           |
| 191-198 | BEL | Belkin                  |
| 201-208 | TNE | Team NetApp-Endura      |

## Etapy
| Etap | Data       | Start – Meta                     | km    | Typ | Zwycięzca etapu | Lider            |
| ---- | ---------- | -------------------------------- | ----- | --- | --------------- | ---------------- |
| 1    | 8 czerwca  | Lyon                             | 10,4  | ITT | Chris Froome    | Chris Froome     |
| 2    | 9 czerwca  | Tarare – Pays d’Olliergues       | 158,5 |     | Chris Froome    | Chris Froome     |
| 3    | 10 czerwca | Ambert – Le Teil                 | 194   |     | Nikias Arndt    | Chris Froome     |
| 4    | 11 czerwca | Montélimar – Gap                 | 169,5 |     | Jurij Trofimow  | Chris Froome     |
| 5    | 12 czerwca | Sisteron – La Mure               | 189,5 |     | Simon Špilak    | Chris Froome     |
| 6    | 13 czerwca | Grenoble – Poisy                 | 178,5 |     | Jan Bakelants   | Chris Froome     |
| 7    | 14 czerwca | Ville-la-Grand – Finhaut-Emosson | 160   |     | Lieuwe Westra   | Alberto Contador |
| 8    | 15 czerwca | Megève – Courchevel              | 131,5 |     | Mikel Nieve     | Andrew Talansky  |

### Etap 1 – 08.06: Lyon, 10,4 km
| #   | Zawodnik           | Zespół | Czas     |
| --- | ------------------ | ------ | -------- |
| 1   | Chris Froome       | SKY    | 13' 13"  |
| 2   | Alberto Contador   | TTS    | + 8"     |
| 3   | Bob Jungels        | TRE    | + 9"     |
|     |                    |        |          |
| 12  | Maciej Bodnar      | CAN    | + 13"    |
| 20  | Michał Kwiatkowski | OPQ    | + 16"    |
| 43  | Bartosz Huzarski   | TNE    | + 30"    |
| 103 | Sylwester Szmyd    | MOV    | + 54"    |
| 120 | Michał Gołaś       | OPQ    | + 1' 02" |

| #   | Zawodnik           | Zespół | Czas     |
| --- | ------------------ | ------ | -------- |
| 1   | Chris Froome       | SKY    | 13' 13"  |
| 2   | Alberto Contador   | TTS    | + 8"     |
| 3   | Bob Jungels        | TRE    | + 9"     |
|     |                    |        |          |
| 12  | Maciej Bodnar      | CAN    | + 13"    |
| 20  | Michał Kwiatkowski | OPQ    | + 16"    |
| 43  | Bartosz Huzarski   | TNE    | + 30"    |
| 103 | Sylwester Szmyd    | MOV    | + 54"    |
| 120 | Michał Gołaś       | OPQ    | + 1' 02" |

### Etap 2 – 09.06: Tarare – Pays d’Olliergues, 158,5 km
| #   | Zawodnik           | Zespół | Czas       |
| --- | ------------------ | ------ | ---------- |
| 1   | Chris Froome       | SKY    | 4h 24' 41" |
| 2   | Alberto Contador   | TTS    | + 0"       |
| 3   | Wilco Kelderman    | BEL    | + 4"       |
|     |                    |        |            |
| 23  | Michał Kwiatkowski | OPQ    | + 2' 11"   |
| 35  | Bartosz Huzarski   | TNE    | + 2' 57"   |
| 86  | Sylwester Szmyd    | MOV    | + 11' 14"  |
| 106 | Michał Gołaś       | OPQ    | + 12' 18"  |
| 136 | Maciej Bodnar      | CAN    | + 18' 41"  |

| #   | Zawodnik           | Zespół | Czas       |
| --- | ------------------ | ------ | ---------- |
| 1   | Chris Froome       | SKY    | 4h 37' 44" |
| 2   | Alberto Contador   | TTS    | + 12"      |
| 3   | Wilco Kelderman    | BEL    | + 21"      |
|     |                    |        |            |
| 20  | Michał Kwiatkowski | OPQ    | + 2' 37"   |
| 33  | Bartosz Huzarski   | TNE    | + 3' 37"   |
| 85  | Sylwester Szmyd    | MOV    | + 12' 18"  |
| 104 | Michał Gołaś       | OPQ    | + 13' 30"  |
| 121 | Maciej Bodnar      | CAN    | + 19' 04"  |

### Etap 3 – 10.06: Ambert – Le Teil, 194 km
| #   | Zawodnik                    | Zespół | Czas       |
| --- | --------------------------- | ------ | ---------- |
| 1   | Nikias Arndt                | GIA    | 5h 30' 03" |
| 2   | Kris Boeckmans              | LTB    | + 0"       |
| 3   | Reinardt Janse van Rensburg | GIA    | + 0"       |
|     |                             |        |            |
| 35  | Maciej Bodnar               | CAN    | + 0"       |
| 63  | Michał Gołaś                | OPQ    | + 0"       |
| 85  | Michał Kwiatkowski          | OPQ    | + 0"       |
| 90  | Bartosz Huzarski            | TNE    | + 0"       |
| 161 | Sylwester Szmyd             | MOV    | + 16' 48"  |

| #   | Zawodnik           | Zespół | Czas        |
| --- | ------------------ | ------ | ----------- |
| 1   | Chris Froome       | SKY    | 10h 07' 47" |
| 2   | Alberto Contador   | TTS    | + 12"       |
| 3   | Wilco Kelderman    | BEL    | + 21"       |
|     |                    |        |             |
| 20  | Michał Kwiatkowski | OPQ    | + 2' 37"    |
| 33  | Bartosz Huzarski   | TNE    | + 3' 37"    |
| 99  | Michał Gołaś       | OPQ    | + 13' 30"   |
| 115 | Maciej Bodnar      | CAN    | + 19' 04"   |
| 159 | Sylwester Szmyd    | MOV    | + 29' 06"   |

### Etap 4 – 11.06: Montélimar – Gap, 169,5 km
| #   | Zawodnik           | Zespół | Czas       |
| --- | ------------------ | ------ | ---------- |
| 1   | Jurij Trofimow     | KAT    | 3h 59' 22" |
| 2   | Gustav Larsson     | IAM    | + 23"      |
| 3   | Pim Ligthart       | LTB    | + 25"      |
|     |                    |        |            |
| 49  | Michał Kwiatkowski | OPQ    | + 2' 10"   |
| 64  | Bartosz Huzarski   | TNE    | + 2' 29"   |
| 86  | Michał Gołaś       | OPQ    | + 8' 41"   |
| 125 | Maciej Bodnar      | CAN    | + 12' 38"  |
| 155 | Sylwester Szmyd    | MOV    | + 20' 23"  |

| #   | Zawodnik           | Zespół | Czas        |
| --- | ------------------ | ------ | ----------- |
| 1   | Chris Froome       | SKY    | 14h 09' 19" |
| 2   | Alberto Contador   | TTS    | + 12"       |
| 3   | Wilco Kelderman    | BEL    | + 21"       |
|     |                    |        |             |
| 23  | Michał Kwiatkowski | OPQ    | + 2' 37"    |
| 35  | Bartosz Huzarski   | TNE    | + 3' 56"    |
| 87  | Michał Gołaś       | OPQ    | + 20' 01"   |
| 117 | Maciej Bodnar      | CAN    | + 29' 32"   |
| 157 | Sylwester Szmyd    | MOV    | + 47' 19"   |

### Etap 5 – 12.06: Sisteron – La Mure, 189,5 km
| #   | Zawodnik           | Zespół | Czas       |
| --- | ------------------ | ------ | ---------- |
| 1   | Simon Špilak       | KAT    | 4h 51' 24" |
| 2   | Wilco Kelderman    | BEL    | + 14"      |
| 3   | Adam Yates         | OGE    | + 14"      |
|     |                    |        |            |
| 25  | Bartosz Huzarski   | TNE    | + 17"      |
| 34  | Michał Gołaś       | OPQ    | + 4' 25"   |
| 37  | Michał Kwiatkowski | OPQ    | + 4' 25"   |
| 90  | Maciej Bodnar      | CAN    | + 10' 45"  |
| 143 | Sylwester Szmyd    | MOV    | + 34' 13"  |

| #   | Zawodnik           | Zespół | Czas         |
| --- | ------------------ | ------ | ------------ |
| 1   | Chris Froome       | SKY    | 19h 01' 00"  |
| 2   | Alberto Contador   | TTS    | + 12"        |
| 3   | Wilco Kelderman    | BEL    | + 12"        |
|     |                    |        |              |
| 21  | Bartosz Huzarski   | TNE    | + 3' 56"     |
| 30  | Michał Kwiatkowski | OPQ    | + 6' 45"     |
| 75  | Michał Gołaś       | OPQ    | + 24' 09"    |
| 102 | Maciej Bodnar      | CAN    | + 40' 00"    |
| 151 | Sylwester Szmyd    | MOV    | + 1h 21' 15" |

### Etap 6 – 13.06: Grenoble – Poisy, 178,5 km
| #   | Zawodnik           | Zespół | Czas       |
| --- | ------------------ | ------ | ---------- |
| 1   | Jan Bakelants      | OPQ    | 4h 07' 20" |
| 2   | Lieuwe Westra      | AST    | + 0"       |
| 3   | Zdeněk Štybar      | OPQ    | + 24"      |
|     |                    |        |            |
| 7   | Maciej Bodnar      | CAN    | + 24"      |
| 54  | Bartosz Huzarski   | TNE    | + 3' 55"   |
| 127 | Michał Gołaś       | OPQ    | + 8' 28"   |
| 128 | Michał Kwiatkowski | OPQ    | + 8' 28"   |
| 147 | Sylwester Szmyd    | MOV    | + 15' 29"  |

| #   | Zawodnik           | Zespół | Czas         |
| --- | ------------------ | ------ | ------------ |
| 1   | Chris Froome       | SKY    | 23h 12' 15"  |
| 2   | Alberto Contador   | TTS    | + 12"        |
| 3   | Wilco Kelderman    | BEL    | + 12"        |
|     |                    |        |              |
| 22  | Bartosz Huzarski   | TNE    | + 3' 56"     |
| 44  | Michał Kwiatkowski | OPQ    | + 11' 18"    |
| 84  | Michał Gołaś       | OPQ    | + 28' 42"    |
| 97  | Maciej Bodnar      | CAN    | + 36' 29"    |
| 148 | Sylwester Szmyd    | MOV    | + 1h 32' 49" |

### Etap 7 – 14.06: Ville-la-Grand – Szwajcaria Finhaut-Emosson, 160 km
| #   | Zawodnik           | Zespół | Czas       |
| --- | ------------------ | ------ | ---------- |
| 1   | Lieuwe Westra      | AST    | 4h 32' 51" |
| 2   | Jurij Trofimow     | KAT    | + 7"       |
| 3   | Jegor Silin        | KAT    | + 16"      |
|     |                    |        |            |
| 49  | Bartosz Huzarski   | TNE    | + 10' 41"  |
| 70  | Michał Gołaś       | OPQ    | + 19' 06"  |
| 124 | Maciej Bodnar      | CAN    | + 33' 45"  |
| -   | Sylwester Szmyd    | MOV    | DNF        |
| -   | Michał Kwiatkowski | OPQ    | DNS        |

| #   | Zawodnik         | Zespół | Czas         |
| --- | ---------------- | ------ | ------------ |
| 1   | Alberto Contador | TTS    | 27h 46' 51"  |
| 2   | Chris Froome     | SKY    | + 8"         |
| 3   | Andrew Talansky  | GRS    | + 39"        |
|     |                  |        |              |
| 33  | Bartosz Huzarski | TNE    | + 12' 52"    |
| 71  | Michał Gołaś     | OPQ    | + 46' 03"    |
| 102 | Maciej Bodnar    | CAN    | + 1h 08' 29" |

### Etap 8 – 15.06: Megève – Courchevel, 131,5 km
| #   | Zawodnik         | Zespół | Czas       |
| --- | ---------------- | ------ | ---------- |
| 1   | Mikel Nieve      | SKY    | 3h 20' 29" |
| 2   | Romain Bardet    | ALM    | + 3"       |
| 3   | Adam Yates       | OGE    | + 5"       |
|     |                  |        |            |
| 28  | Bartosz Huzarski | TNE    | + 8' 46"   |
| 87  | Michał Gołaś     | OPQ    | + 27' 11"  |
| 106 | Maciej Bodnar    | CAN    | + 27' 11"  |

| #  | Zawodnik              | Zespół | Czas         |
| -- | --------------------- | ------ | ------------ |
| 1  | Andrew Talansky       | GRS    | 31h 08' 08"  |
| 2  | Alberto Contador      | TTS    | + 27"        |
| 3  | Jurgen Van den Broeck | LTB    | + 35"        |
|    |                       |        |              |
| 23 | Bartosz Huzarski      | TNE    | + 20' 50"    |
| 70 | Michał Gołaś          | OPQ    | + 1h 12' 26" |
| 95 | Maciej Bodnar         | CAN    | + 1h 34' 52" |

## Liderzy klasyfikacji po etapach
| Etap                 | Zwycięzca            | Klasyfikacja generalna · | Klasyfikacja górska · | Klasyfikacja punktowa · | Klasyfikacja młodzieżowa · | Klasyfikacja drużynowa · |
| -------------------- | -------------------- | ------------------------ | --------------------- | ----------------------- | -------------------------- | ------------------------ |
| 1                    | Chris Froome         | Chris Froome             | Vincenzo Nibali       | Chris Froome            | Bob Jungels                | Team Sky                 |
| 2                    | Chris Froome         | Chris Froome             | Kévin Reza            | Chris Froome            | Wilco Kelderman            | Astana Pro Team          |
| 3                    | Nikias Arndt         | Chris Froome             | Kévin Reza            | Chris Froome            | Wilco Kelderman            | Astana Pro Team          |
| 4                    | Jurij Trofimow       | Chris Froome             | Kévin Reza            | Chris Froome            | Wilco Kelderman            | Astana Pro Team          |
| 5                    | Simon Špilak         | Chris Froome             | Alessandro De Marchi  | Chris Froome            | Wilco Kelderman            | Astana Pro Team          |
| 6                    | Jan Bakelants        | Chris Froome             | Alessandro De Marchi  | Chris Froome            | Wilco Kelderman            | Astana Pro Team          |
| 7                    | Lieuwe Westra        | Alberto Contador         | Alessandro De Marchi  | Chris Froome            | Wilco Kelderman            | Astana Pro Team          |
| 8                    | Mikel Nieve          | Andrew Talansky          | Alessandro De Marchi  | Chris Froome            | Wilco Kelderman            | Astana Pro Team          |
| Klasyfikacja końcowa | Klasyfikacja końcowa | Andrew Talansky          | Alessandro De Marchi  | Chris Froome            | Wilco Kelderman            | Astana Pro Team          |

## Klasyfikacje końcowe

### Klasyfikacja generalna
|    | Zawodnik              | Zespół                  | Czas         |
| -- | --------------------- | ----------------------- | ------------ |
| 1  | Andrew Talansky       | Garmin-Sharp            | 31h 08' 08"  |
| 2  | Alberto Contador      | Team Tinkoff-Saxo       | + 27"        |
| 3  | Jurgen Van den Broeck | Lotto-Belisol           | + 35"        |
| 4  | Wilco Kelderman       | Belkin Pro Cycling Team | + 43"        |
| 5  | Romain Bardet         | Ag2r-La Mondiale        | + 1' 20"     |
| 6  | Adam Yates            | Orica GreenEdge         | + 2' 05"     |
| 7  | Vincenzo Nibali       | Astana Pro Team         | + 2' 12"     |
| 8  | Mikel Nieve           | Team Sky                | + 2' 59"     |
| 9  | Daniel Navarro        | Cofidis                 | + 3' 04"     |
| 10 | Jakob Fuglsang        | Astana Pro Team         | + 3' 17"     |
|    |                       |                         |              |
| 23 | Bartosz Huzarski      | Team NetApp-Endura      | + 20' 50"    |
| 70 | Michał Gołaś          | Omega Pharma-Quick Step | + 1h 12' 26" |
| 95 | Maciej Bodnar         | Cannondale Pro Cycling  | + 1h 34' 52" |

|    | Zawodnik         | Zespół                  | Punkty |
| -- | ---------------- | ----------------------- | ------ |
| 1  | Chris Froome     | Team Sky                | 34     |
| 2  | Alberto Contador | Team Tinkoff-Saxo       | 33     |
| 3  | Wilco Kelderman  | Belkin Pro Cycling Team | 32     |
| 4  | Jan Bakelants    | Omega Pharma-Quick Step | 29     |
| 5  | Andrew Talansky  | Garmin-Sharp            | 28     |
|    |                  |                         |        |
| 39 | Maciej Bodnar    | Cannondale Pro Cycling  | 4      |
| 45 | Bartosz Huzarski | Team NetApp-Endura      | 3      |

|    | Zawodnik             | Zespół                 | Punkty |
| -- | -------------------- | ---------------------- | ------ |
| 1  | Alessandro De Marchi | Cannondale Pro Cycling | 102    |
| 2  | Jegor Silin          | Team Katusha           | 64     |
| 3  | Lieuwe Westra        | Astana Pro Team        | 61     |
| 4  | Jurij Trofimow       | Team Katusha           | 58     |
| 5  | Andrew Talansky      | Garmin-Sharp           | 48     |
|    |                      |                        |        |
| 51 | Bartosz Huzarski     | Team NetApp-Endura     | 2      |

|   | Zawodnik              | Zespół                  | Czas        |
| - | --------------------- | ----------------------- | ----------- |
| 1 | Wilco Kelderman       | Belkin Pro Cycling Team | 31h 08′ 51″ |
| 2 | Romain Bardet         | Ag2r-La Mondiale        | + 37"       |
| 3 | Adam Yates            | Orica GreenEdge         | + 1' 22"    |
| 4 | Sébastien Reichenbach | IAM Cycling             | + 5' 48"    |
| 5 | Kenny Elissonde       | FDJ.fr                  | + 35' 32"   |

|   | Zespół           | Czas        |
| - | ---------------- | ----------- |
| 1 | Astana Pro Team  | 93h 29′ 36″ |
| 2 | Team Sky         | + 18' 26"   |
| 3 | Ag2r-La Mondiale | + 32' 50"   |
| 4 | Team Katusha     | + 36' 59"   |
| 5 | Cofidis          | + 38' 05"   |